# كاركار
كاركار (بالإنجليزية: Carcar) هي مدينة في الفلبين، تتبع سيبو (الفلبين)، بلغ عدد سكانها 107٬323  نسمة، في 1 مايو 2010، تبلغ مساحتها 116٫78 كيلومتر مربع، رمزها البريدي هو 6019.

## معرض صور

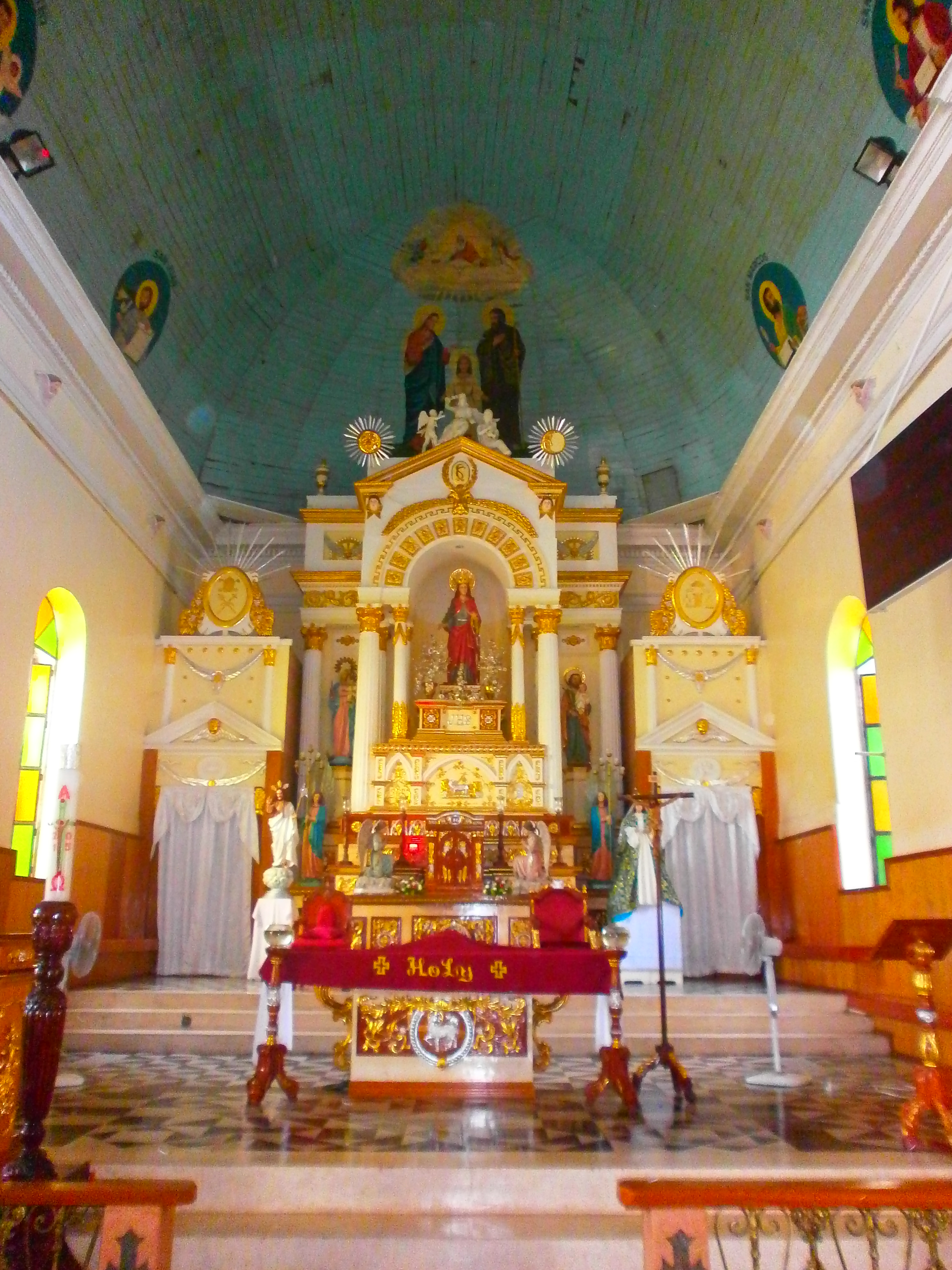
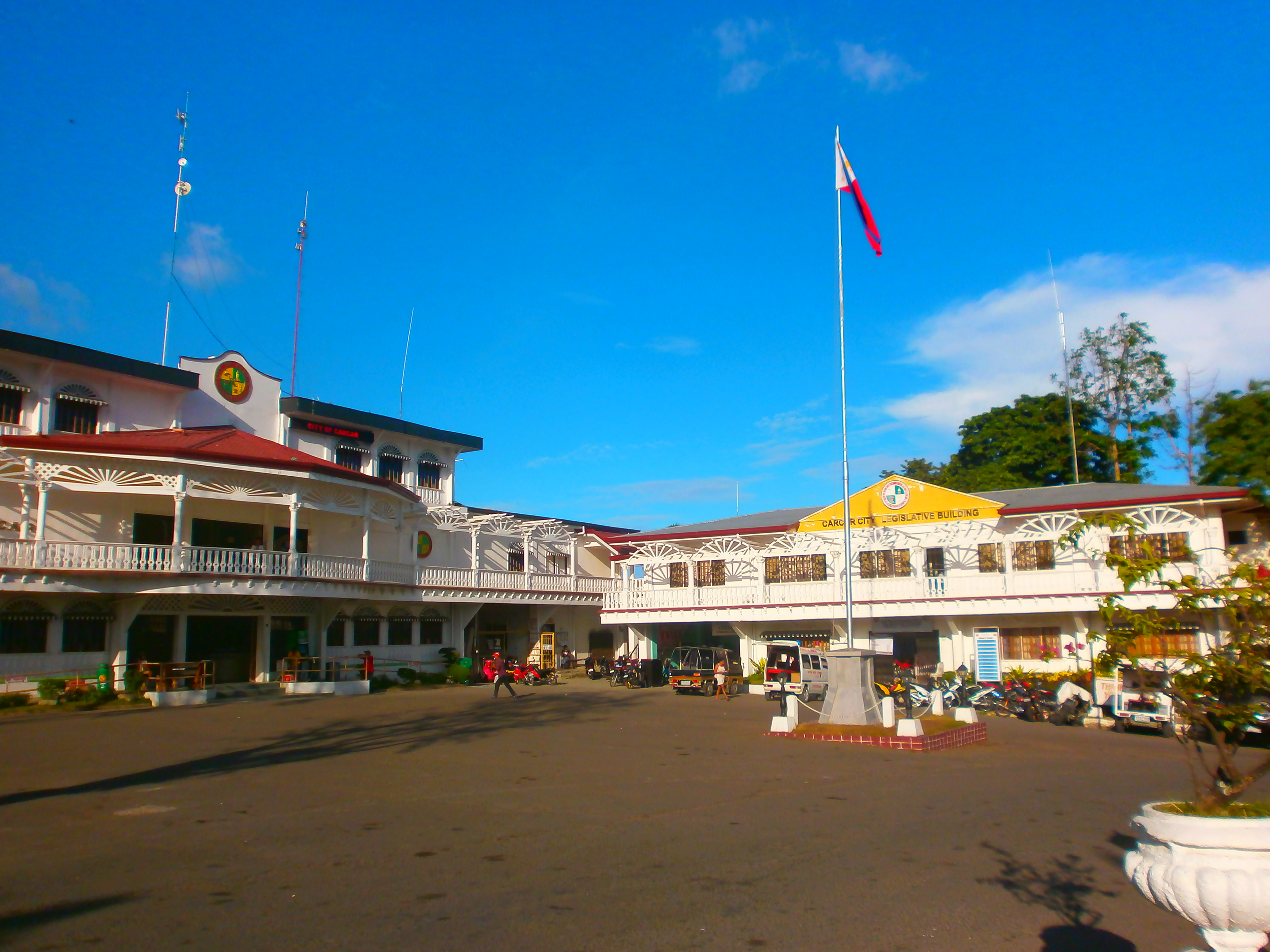
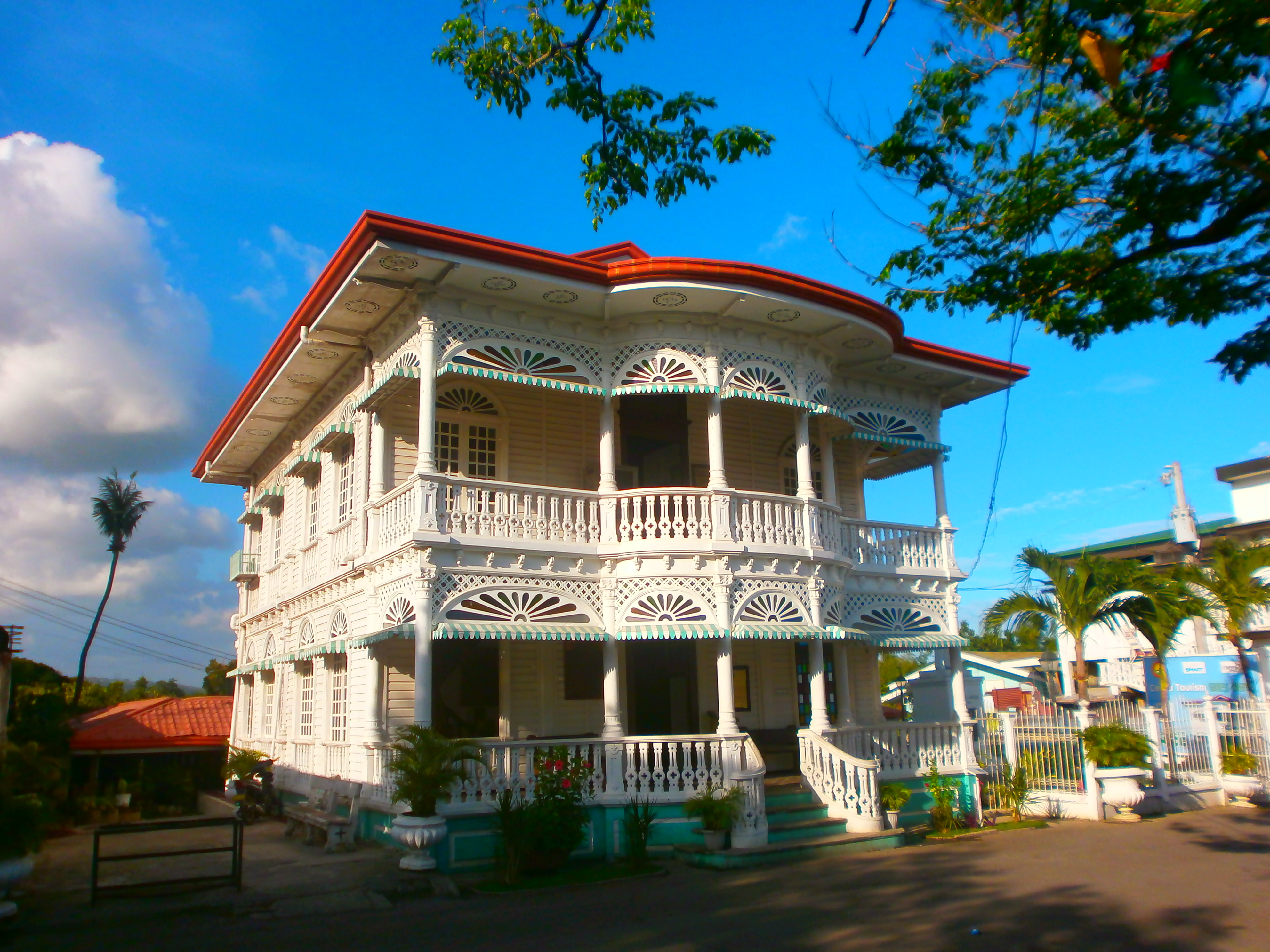
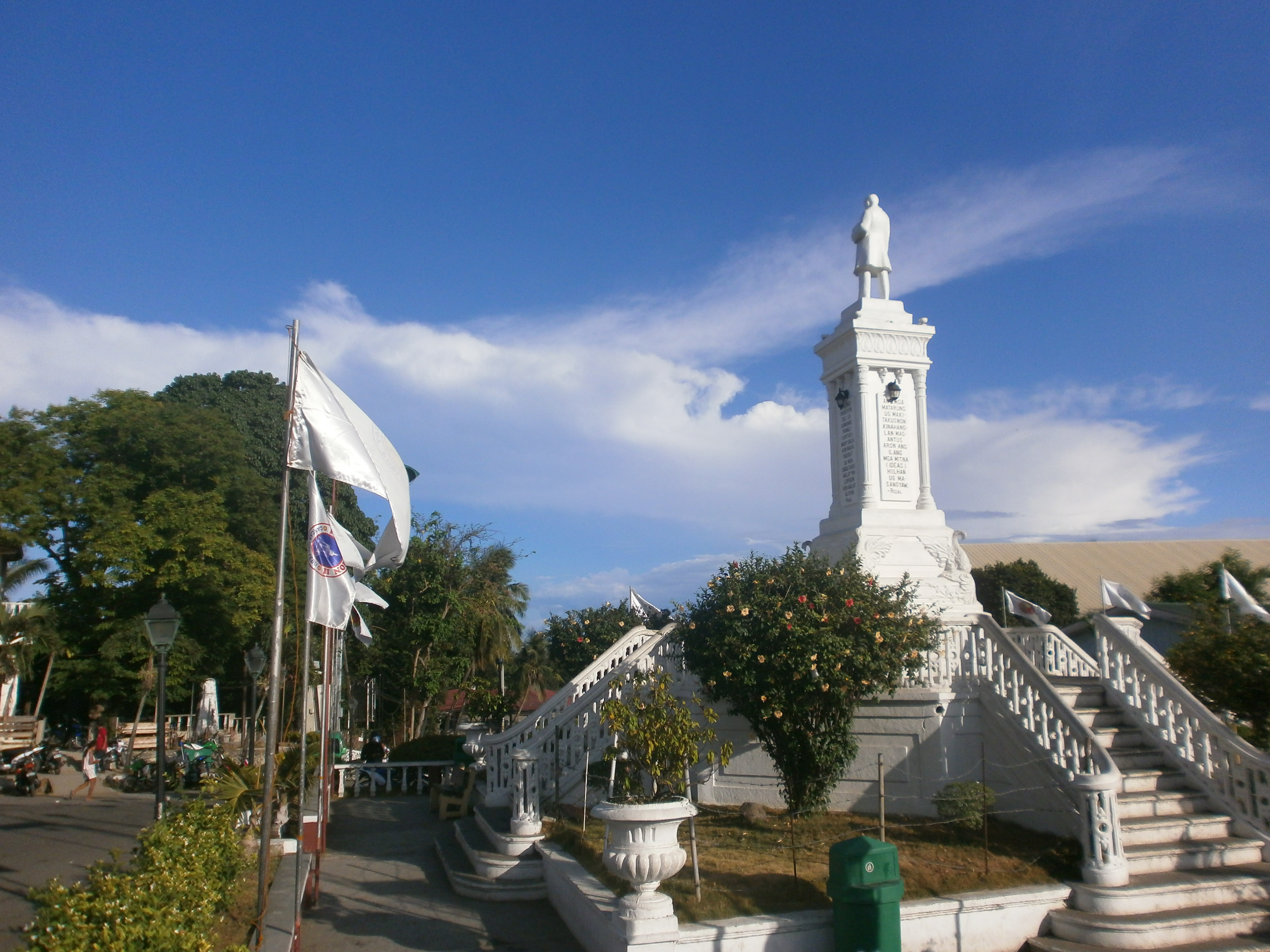
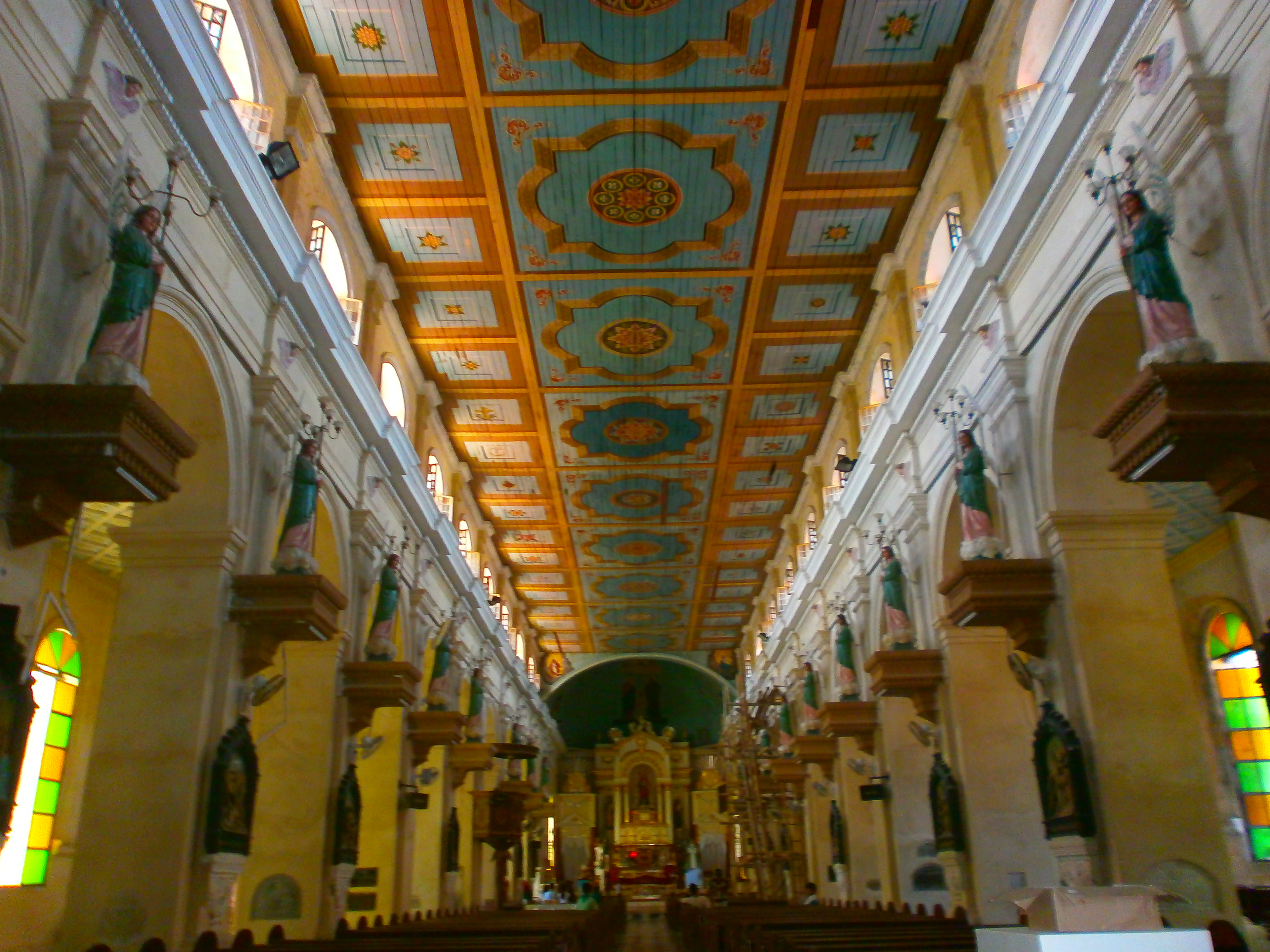

## الموقع
تشترك في الحدود مع:
- San Fernando, Cebu [الإنجليزية]‏
- Sibonga [الإنجليزية]‏
- Aloguinsan [الإنجليزية]‏
- Barili [الإنجليزية]‏.

## التقسيمات الإدارية
- Bolinawan ‏
- Buenavista ‏
- Calidngan ‏
- Can‑asujan ‏
- Guadalupe ‏
- Liburon ‏
- Napo ‏
- Ocana ‏
- Perrelos ‏
- Poblacion I ‏
- Poblacion II ‏
- Poblacion III ‏
- Tuyom ‏
- Valencia ‏
- Valladolid ‏.